# نویژس
نویژس (لیتوانیایی: Nevėžis) رودی است که در لیتوانی جریان دارد.